# Václav Kašlík

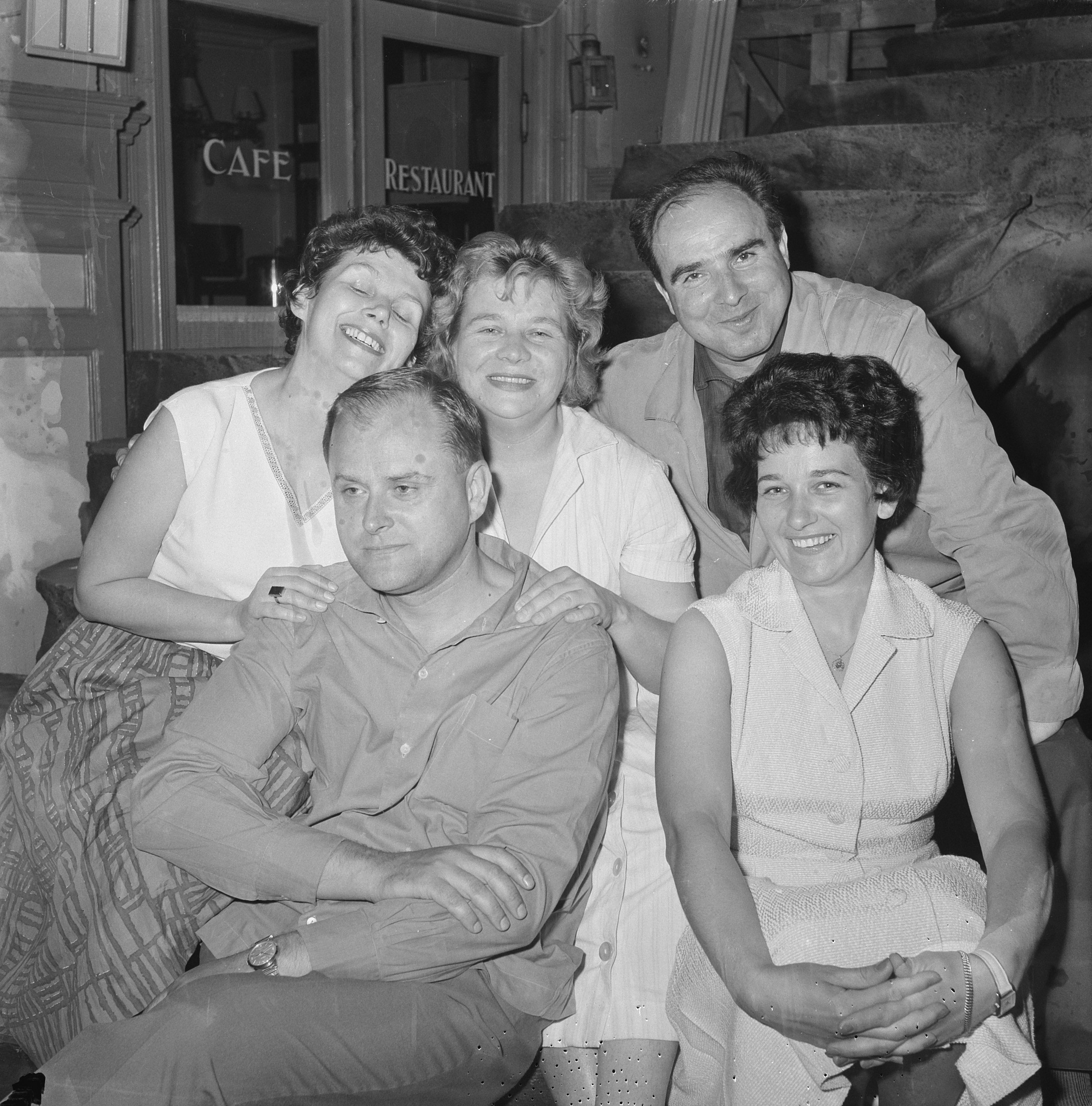
Prager Nationaltheater; hinten: Jadwiga Wysoczanská-Štrosová, Anny Delorie, Václav Kašlík; vorne: Ivo Žídek, Ivana Mixová (?)

Václav Kašlík (* 28. September 1917 in Poličná; † 4. Juni 1989 in Prag) war ein tschechoslowakischer Opern- und Fernsehregisseur, Dirigent und Komponist.

## Leben
Václav Kašlík absolvierte ein Musikstudium am Prager Konservatorium. Seine Lehrer waren Metod Doležil und Pavel Dědeček in Dirigieren, Alois Hába und Rudolf Karel in Komposition, sowie Ferdinand Pujman in Regie. Ferner studierte Kašlík an der Karls-Universität bei Zdeněk Nejedlý und besuchte die Meisterklasse von Václav Talich. Seine künstlerische Laufbahn begann er 1940 am avantgardistischen Theater D 34 von Emil František Burian, ehe es im darauffolgenden Jahr von den deutschen Besatzern verboten und geschlossen wurde. Kašlík ging daraufhin nach Pilsen, wo er als  Opernregisseur debütierte. Bis zur kriegsbedingten Schließung aller Theater 1944 war er außerdem am Prager Nationaltheater und am Tschechischen Volkstheater in Brünn tätig.
Nach Ende des Zweiten Weltkriegs nannte sich die Staatsoper Prag bis 1948 Theater des 5. Mai (Divadlo 5. května). In dieser Zeit fungierte Kašlík dort als Opernintendant, gleichzeitig dirigierte und inszenierte er, ebenso wie an der Laterna magika. Als 1948 die Staatsoper dem Nationaltheater angegliedert wurde, gab er die leitende Position ab und arbeitete als Dirigent und erster Regisseur. Große Erfolge erzielte er nicht nur in seinem Heimatland, sondern ab dem Ende der 1950er-Jahre europaweit. Gastweise inszenierte und dirigierte Kašlík in der Schweiz, in Österreich, Deutschland, Belgien, Italien und Großbritannien.
Kašlík schrieb die Oper Krakatit, die 1961 vom Tschechischen Fernsehen, kurz darauf am Staatstheater Ostrau uraufgeführt wurde, und das Singspiel Der Rattenfänger (Krysář), das seine Uraufführung am 27. Oktober 1984 in Pilsen erlebte.
Daneben adaptierte Kašlík Opernstoffe für das Fernsehen und führte auch Regie. Unter anderem inszenierte er 1974 Zigeunerliebe von Franz Lehár (u. a. mit Janet Perry und Adolf Dallapozza) und 1976 Bedřich Smetanas Die verkaufte Braut (Prodaná nevěsta).
1956 wurde Kašlík mit dem Klemens-Gottwald-Staatspreis ausgezeichnet. 1987 veröffentlichte er seine Autobiografie unter dem Titel Jak jsem dûlal operu (Wie ich Oper machte).

## Inszenierungen (Auswahl)
- 1958: Antonín Dvořák: Rusalka – Teatro La Fenice
- 1959: Bedřich Smetana: Die verkaufte Braut – Théâtre Royal de la Monnaie
- 1959: Bohuslav Martinů: Mirandolina – Prager Nationaltheater (Uraufführung)
- 1960: Luigi Nono: Intolleranza 1960 – Teatro La Fenice
- 1963: Bohuslav Martinů: Julietta – Prager Nationaltheater
- 1964: Paul Hindemith: Cardillac – Mailänder Scala
- 1967: Nikolai Rimski-Korsakow: Scheherezade – Bregenzer Festspiele
- 1969: Jacques Offenbach: Hoffmanns Erzählungen – Deutsche Oper Berlin
- 1969: Bernd Alois Zimmermann: Die Soldaten – Bayerische Staatsoper
- 1969: Claude Debussy: Pelléas et Mélisande – Royal Opera House
- 1969: Sergei Prokofjew: Der feurige Engel – Oper Frankfurt
- 1971: Arnold Schönberg: Moses und Aron – Oper Frankfurt
- 1973: Wolfgang Amadeus Mozart: Idomeneo – Wiener Staatsoper
- 1974: Richard Wagner: Der fliegende Holländer – Bayerische Staatsoper
- 1975: Leoš Janáček: Katja Kabanova – Grand Théâtre de Genève
- 1975: Giuseppe Verdi: Simon Boccanegra – Opernhaus Zürich
- 1976: Giacomo Puccini: La fanciulla del West – Grand Théâtre de Genève
- 1976: Modest Mussorgski: Boris Godunow – Arena von Verona
- 1977: Georges Bizet: Carmen – Grand Théâtre de Genève
- 1978: Antonín Dvořák: Der Jakobiner – Opernhaus Zürich (Schweizer Erstaufführung)
- 1981: Giuseppe Verdi: Nabucco – Theater St. Gallen
- 1982: Piotr Tschaikowski: Eugen Onegin – Theater St. Gallen
- 1983: Giuseppe Verdi: Otello – Theater St. Gallen

## Fernsehregie (Auswahl)
(* = auch Adaption des Bühnenstoffes)
- 1961: Krakatit *
- 1962: Prodaná nevesta
- 1966: Die verkaufte Braut
- 1967: Die Sache Makropulos
- 1968: Orpheus und Eurydike
- 1968: Rekviem za kouzelnou flétnu
- 1969: Schwanda, der Dudelsackpfeifer
- 1970: Così fan tutte *
- 1971: Julietta *
- 1972: Eugen Onegin
- 1973: Eine Nacht in Venedig
- 1974: Zigeunerliebe
- 1975: Der fliegende Holländer *
- 1976: Die verkaufte Braut *
- 1978: Tosca